# ODZ
ODZ, förkortning för Original Dunder Zubbis, är ett svenskt musikkollektiv från södra Stockholm som består av tre killar. Gruppen har varit aktiv sedan 2015 då de släppte sin första skiva Original Dunder Zubbis. 
2023 hade kollektivet 541 000 lyssnare i månaden på plattformen Spotify.

## Biografi
Medlemmarna i bandet är anonyma och alla går under pseudonym Edward Smith. Namnet har inte någon speciell betydelse. De visar sina ansikten men använder oftast någon typ av maskering, såsom solglasögon, huvor och hattar.
Kollektivet kallar sina fans för "zubbisar". 
Kollektivet är öppet drogliberala och har öppet förespråkat droganvändning under deras konserter.
Medlemmarna i kollektivet har gjort musik innan de tillsammans skapade kollektivet. År 2015 släppte kollektivet skivan Original Dunder Zubbis som de blev kända genom. Enligt dem själva är deras främsta främsta publik drogliberala graffitimålare och skejtare.
År 2018 hade Frej Larsson och ODZ en konsert vid en klubb i Stockholm för att fira att rapduon Far & Son blev friande i ett åtal. Under konserten greps 20 personer mellan åldrarna 18 till 25 för droginnehav.
Sedan 2021 har de även en podcast under samma namn som de laddar upp på OnlyFans.

## Musik och texter
Temat i ODZ:s musik kretsar ofta kring droger, sex och våld vilket har gjort att de kallats en skandalgrupp.
I låten "ANNA BOOK" sjunger de "Vi går upp, vi går ner, vi är Anna Book" där de syftar på Anna Books vikt.

## Diskografi[7]
| Studioalbum | Studioalbum | Artister                      |
| 2018        | ZUBBKULTUR  | ODZ, Young Earth Sauce, Azide |

| EP   | EP                              | Artister                                         |
| 2015 | Original Dunder Zubbis          | ODZ                                              |
| 2017 | Dom kallar oss                  | ODZ                                              |
| 2017 | Bland streckgubbar och linjemän | ODZ, Frej Larsson, Canto                         |
| 2019 | BARNAVÅRDSCENTRALEN             | ODZ, Frej Larsson, Young Earth Sauce, Fatmaxgsus |
| 2021 | Skator & Kråkor                 | ODZ, Young Earth Sauce, Masse, Kayen             |
| 2023 | ETT GÄNG GETTER                 | ODZ, Ivory, Simon Superti, Dani M                |
| 2023 | ETT ANSTÄNDIGT LIV              | ODZ, Young Earth Sauce, Azide                    |

| Singlar | Singlar                 | Artister                                         |
| 2016    | Petra Mede              | ODZ                                              |
| 2017    | Popcorn                 | ODZ, Frej Larsson, Canto                         |
| 2017    | Helt crack              | ODZ, Canto                                       |
| 2017    | Kranen (En här, en där) | ODZ, Canto                                       |
| 2018    | Nya tider               | ODZ, Azide                                       |
| 2018    | Dubbeldropp             | ODZ, Young Earth Sauce                           |
| 2018    | Ketamina Ballerina      | ODZ, Frej Larsson, Young Earth Sauce, Fatmaxgsus |
| 2019    | ANNA BOOK               | ODZ, Frej Larsson, Young Earth Sauce             |
| 2020    | Inget kom gratis        | ODZ, Finess, Ivory                               |
| 2020    | PO PO PULL UP           | ODZ, Albin Myers                                 |
| 2020    | Okey                    | ODZ                                              |
| 2020    | Trippeldropp            | ODZ, Young Earth Sauce, Masse                    |
| 2020    | VET ATT DU HÖR          | ODZ, Ivory, Simon Superti                        |
| 2020    | SKOGEN                  | ODZ, Frej Larsson, Young Earth Sauce             |
| 2020    | SALSA                   | ODZ, Yei Gonzalex, 1.Cuz                         |
| 2021    | pSyKoSeN                | ODZ, Albin Myers                                 |
| 2021    | PASSA PÅSEN             | ODZ, Ivory, Simon Superti                        |
| 2021    | Mera Eva                | ODZ, Young Earth Sauce                           |
| 2021    | Tvetta biel             | ODZ, Young Earth Sauce, Ivory                    |
| 2021    | TOLV TOLV               | ODZ, General Knas, Kenta Kofot                   |
| 2022    | TAPPAT DET HELT         | ODZ, Ivory, Slowface                             |
| 2022    | DUBBELDROPP II          | ODZ, Young Earth Sauce                           |
| 2022    | Allting på Menyn        | ODZ, Young Earth Sauce, Ivory, Simon Superti     |
| 2022    | SKRR PAOW               | ODZ, Rankz, Ivory                                |
| 2023    | Åtta shots              | ODZ, Broiler                                     |
| 2023    | KIKI                    | ODZ                                              |